# Hellboy: Asylum Seeker
Hellboy: Asylum Seeker é um jogo eletrônico de videogame desenvolvido pela Dreamcatcher Interactive. É uma versão portátil para PC intitulado Hellboy: Dogs of the Night (ou às vezes apenas Hellboy, dependendo de onde foi lançado), desenvolvido pela Cryo Studios North America, uma subsidiária da Cryo Interactive da França, e lançado no final de 2000 e início de 2001.
O jogo é baseado no personagem Hellboy da Dark Horse Comics de ficção científica, escrita e desenhada por Mike Mignola.
Comercialmente, o jogo foi um flop. Após ter cumprido quatro anos de desenvolvimento, os gráficos de jogabilidade foram bastante datados, e na época de seu lançamento, Hellboy ainda era praticamente desconhecido da série de livros de quadrinhos independentes, especialmente no exterior. Outros fatores contribuíram para fracasso comercial do jogo, bem como: a versão para PC foi crivado de bugs, a versão para PlayStation foi graficamente inferior à maioria dos jogos de PlayStation lançados anos antes, eo controle de ambos os jogos foi abismal na melhor das hipóteses.
Ambos Cryo Interactive Studios ea Cryo saiu do negócio logo após o lançamento de Hellboy PC, embora Dreamcatcher se tornou um grande sucesso e, sobretudo, o desenvolvimento interno de vídeo do jogo e do editor.